# آلفرد گروتر
آلفرد گروتر (فرانسوی: Alfred Grütter‎؛ ۳۱ اوت ۱۸۶۰ – ۳۰ ژانویهٔ ۱۹۳۷) تیرانداز اهل سوئیس بود.